# 2025년 선거 목록
2025년 선거 목록은 2025년에 치러졌거나, 치러질 예정인 선거에 대한 목록이다.
- 1월
  - 2025년 코모로 총선
  - 2025년 크로아티아 대통령 선거(2차)
  - 2025년 바누아투 총선
  - 2025년 벨라루스 대통령 선거
- 2월
  - 2025년 터크스 케이커스 제도 총선
  - 2025년 에코도르 총선
  - 2025년 에코도르 대통령 선거(1차)
  - 2025년 리히텐슈타인 총선
  - 2025년 스위스 국민투표
  - 2025년 압하지야 대통령 선거(1차)
  - 2025년 버뮤다 하원의원 선거
  - 2025년 독일 연방의회 선거
  - 2025년 앵귈라 총선
- 3월
  - 2025년 압하지야 대통령 선거(2차)
  - 2025년 타지키스탄 총선
  - 2025년 미크로네시아 총선
  - 2025년 그린란드 총선
  - 2025년 벨리즈 하원의원 선거
  - 2025년 퀴라소 총선
- 4월
  - 2025년 대한민국 재보궐선거
  - 2025년 가봉 총선
  - 2025년 가봉 대통령 선거
  - 2025년 에코도르 대통령 선거(2차)
  - 2025년 케이맨 제도 총선
- 5월
  - 2025년 루마니아 대통령 선거
  - 2025년 알바니아 총선
  - 2025년 필리핀 총선
  - 2025년 폴란드 대통령 선거(1차)
  - 2025년 수리남 총선
  - 2025년 베네수엘라 총선
- 6월
  - 2025년 대한민국 대통령 선거
  - 2025년 폴란드 대통령 선거(2차)
  - 2025년 멕시코 사법부 선거
  - 2025년 부룬디 총선
- 7월
  - 제27회 일본 참의원 의원 통상선거
- 8월
  - 2025년 볼리비아 총선
  - 2025년 볼리비아 대통령 선거
- 9월
  - 2025년 노르웨이 총선
  - 2025년 말라위 총선
  - 2025년 말라위 대통령 선거
  - 2025년 세이셸 총선
  - 2025년 세이셸 대통령 선거
- 10월
  - 2025년 카메룬 대통령 선거
  - 2025년 캐나다 총선
  - 2025년 코트디부아르 대통령 선거
  - 2025년 아르헨티나 총선
  - 2025년 탄자니아 총선
  - 2025년 탄자니아 대통령 선거
- 11월
  - 2025년 아이티 총선
  - 2025년 아이티 대통령 선거
  - 2025년 칠레 총선
  - 2025년 칠레 대통령 선거(1차)
  - 2025년 온두라스 총선
  - 2025년 온두라스 대통령 선거
  - 2025년 트란스니스트리아 총선

## 알 수 없는 날짜
- 2025년 이라크 의회 선거
- 2025년 싱가포르 총선
- 2025년 스리랑카 의회 선거
- 2025년 토고 대통령 선거

## 같이 보기
- 2024년 선거 목록
- 2026년 선거 목록